# Ines Krause
Ines Krause (Karl-Marx-Stadt, 10 juli 1965) is een atleet uit Duitsland.
Op de Olympische Zomerspelen van Seoul in 1988 nam Krause namens de DDR deel aan de zevenkamp, waar ze zesde werd met 6411 punten. In 1991 was ze derde op de Duitse kampioenschappen.

## Persoonlijke records
- zevenkamp: 6660 punten (1988)
- vijfkamp (indoor): 4710 punten (1988)

- World Athletics: 14352718